# Rhicnocoelia coretas
Rhicnocoelia coretas är en stekelart som först beskrevs av Walker 1848.  Rhicnocoelia coretas ingår i släktet Rhicnocoelia och familjen puppglanssteklar. Arten är reproducerande i Sverige. Inga underarter finns listade i Catalogue of Life.